# Dunira rectilineata
Dunira rectilineata là một loài bướm đêm trong họ Erebidae.